# لودفيغ فون شرودر
لودفيغ فون شرودر (بالألمانية: Ludwig von Schröder)‏ هو ضابط وجندي ألماني، ولد في 17 يوليو 1854 في إغهزين في ألمانيا، وتوفي في 24 يوليو 1933 في Halensee ‏ في ألمانيا.